# Monkstown (ort i Irland, Leinster)
Monkstown är en ort i republiken Irland.   Den ligger i provinsen Leinster, i den östra delen av landet, 8 km sydost om huvudstaden Dublin. Monkstown ligger 15 meter över havet och antalet invånare är 5 555.
Terrängen runt Monkstown är platt åt nordost, men åt sydväst är den kuperad. Havet är nära Monkstown åt nordost.Runt Monkstown är det tätbefolkat, med 550 invånare per kvadratkilometer. Närmaste större samhälle är Dublin, 7,8 km nordväst om Monkstown. Runt Monkstown är det i huvudsak tätbebyggt.